# روي إيتون
روي إيتون (بالإنجليزية: Roy Eaton)‏ هو عازف بيانو أمريكي، ولد في 14 مايو 1930.

## روابط خارجية
- روي إيتون على موقع IMDb (الإنجليزية)